# Pays du Dropt
 (juillet 2025).
Motif : Sans sources, structure sans fiscalité propre de moins de 50000 habitants.
- Archive Wikiwix
- Bing
- Cairn
- DuckDuckGo
- E. Universalis
- Gallica
- Google
- G. Books
- G. News
- G. Scholar
- Persée
- Qwant
- (zh) Baidu
- (ru) Yandex
- (wd) trouver des œuvres sur Wikidata

| 1. | Préciser le motif de la pose du bandeau. | Précisez le motif de la pose du bandeau en utilisant la syntaxe suivante : {{admissibilité à vérifier\|date=juillet 2025\|motif=remplacez ce texte par le motif}}                  |
| 2. | Informer les utilisateurs concernés.     | Pensez à avertir le créateur de l'article, par exemple, en insérant le code ci-dessous sur sa page de discussion : {{subst:avertissement admissibilité à vérifier\|Pays du Dropt}} |

Le Pays du Dropt  est une ancienne catégorie administrative, d'aménagement du territoire, regroupant des collectivités locales françaises située dans le département de Lot-et-Garonne en région Aquitaine (devenue Nouvelle-Aquitaine au 1er janvier 2016). 

## Origine
La Loi du 4 février 1995 d'orientation pour l'aménagement et le développement du territoire a défini (article 22) le « pays » comme un ensemble géographique de communes ou d'EPCI qui composent un « territoire présentant une cohésion géographique, économique, culturelle ou sociale, à l'échelle d'un bassin de vie ou d'emploi ».

## Situation géographique
Le bassin versant du Dropt, un affluent de la Garonne, s'étend entre les vallées respectives de la rivière Lot (au sud) et du fleuve Dordogne (au nord).
L'organisme Épidropt gère ce bassin versant et comprend deux syndicats mixtes de rivières : Dropt amont et Dropt aval. La partie aval en Gironde est située dans l'Entre-deux-Mers, région naturelle entre la Dordogne (rive gauche, au nord) et la Garonne (rive droite, au sud).
Le Pays du Dropt  est situé dans la partie nord du Lot-et-Garonne, département limitrophe de la Gironde et du Périgord, c'est l'un des cinq pays du Lot-et-Garonne.

## Description
- Date de reconnaissance : 23 juin 2005
- Surface :
- Population :  33 379 habitants
- Villes principales :  Miramont-de-Guyenne, Villeréal, Duras, Castillonnès, Monflanquin

Le syndicat mixte porteur de la structure est dissout le 31 décembre 2013.

## Communes membres
Il regroupe 3 Communautés de communes pour un total de 80 communes.
- Communauté de communes du Pays de Lauzun
- Communauté de communes du Pays de Duras
- Communauté de communes des Bastides en Haut-Agenais Périgord